# Manel Camp
Manel Camp (Manel Camp i Oliveras) (Manresa, Barcelona, 20 de abril de 1947) es un pianista y compositor español con una labor estrechamente ligada al movimiento de la Nova Cançó catalana desde sus inicios. Ha colaborado en la instrumentación de conciertos, arreglos de canciones y grabación de discos al lado de intérpretes como Lluís Llach, Maria del Mar Bonet, Raimon, Joan Isaac y Esquirols, entre muchos otros.

## Trayectoria
Su trayectoria profesional se inició en el grupo Fusioon, y continuó con experiencias colectivas, como el Manel Camp Trio, el dueto con el pianista de jazz Josep Mas "Kitflus", con el percusionista Santi Arisa, con el Acústic Jazz Quintet, y con el Quartet Jazz Songs. 
Durante su carrera artística ha editado más de 30 discos, y ha compuesto la música de diversas películas (una muestra de ellas se encuentra recogida en el CD Banda sonora, editado por PICAP en 2002). También ha compuesto música para ballets, obras de cámara y espectáculos musicales como El Retaule de la Llum, Més enllà del bosc, Canigó y Fades (estos dos últimos basados en la obra de Jacinto Verdaguer) o Solitud (a partir de la obra de Víctor Català). 
Entre sus grabaciones publicadas (un total de 35 hasta 2008), destaca la publicación de diversos discos en los que interpreta con el piano y en estilo de jazz algunas de las melodías más emblemáticas de la Nova Cançó: Cançons (Picap, 1999) y País de cançons (Audiovisuals de Sarrià, 2003. Con la Polifònica de Puig-reig). En los últimos tiempos combina su labor creativa e interpretativa con la docencia en el área de Jazz y Música Moderna de la Escuela Superior de Música de Cataluña (ESMUC).